# Silvanectes
Els silvanectes, (en llatí Silvanectii a partir del segle II), abans mencionats amb el nom de Sulbanectes (en llatí Sulbanectes, al segle I), eren un dels pobles gals al voltant de Senlis.

## Mencions històriques
Les mencions d'aquest poble són rares. Juli Cèsar ni tan sols en parla. La menció més antiga coneguda, Civitas Sulbanectium, es troba inscrita a la base d'una estàtua de l'emperador Claudi i data de l'any 48, trobada sota el castell de Senlis el 1952. Plini parla d'uns Ulmanetes liberi i Claudi Ptolemeu cita els Soubanectoi. Sota l'emperador Flavi Honori, es fa menció d'una Ciuitas Siluanectum.

## Localització
El territori dels silvanectes era força reduït (al voltant de 550 km²) i s'estenia vora els rius Nonette i Aunette, gairebé completament inclosos a l'actual departament de l'Oise, al voltant de les ciutats de Senlis (Augustomagus), Chantilly i Crépy-en-Valois. Sembla que el territori dels silvanectes estava poc poblat.
El seu territori estava envoltat al nord pels suessions i els bel·lòvacs i al sud pels parisis i els meldes i eren el punt d'encreuament entre el nord i el sud de la conca de París. Sembla que els silvanectes eren, abans de la conquesta romana, només un pagus del territori dels suessions. La dedicatòria dels silvanectes a l'emperador Claudi el 48 que figurava al pedestal de l'estàtua descoberta a Augustomagus podria correspondre a la independència dels silvanectes respecte als suessions o a l'atorgament de l'estatus. de ciutat lliure a Augustomagus. El territori dels silvanectes era boscós i amb extensos aiguamolls, i la fundació d'Augustomagus segurament es va fer al segle I en un enclavament de la Via Agrippa que anava de Lugdúnum a Gesoriacum, una via que va utilitzar Claudi perla seva conquesta de Britànnia entre el 43 i el 47.

## Etimologia
Testificat en llatí en la forma silvanectae, aquesta paraula gal·la estaria composta per selua (en irlandès antic selb "possessió de la propietat"), selvanos "possessió, propietat", "ramat", comparable amb l'irlandès sealbhán (irlandès antic selbán) "ramat". De fet, hi havia un deu Selvanus a la Gàl·lia, que es va assimilar amb el déu romà Silvà (Silvanus, o "dels boscos") que va estendre el seu significat a déu dels ramats. La mateixa analogia explicaria per què el nom de Selvanecti "els propietaris dels ramats" s'hauria convertit en Silvanectii, silva que significa "bosc" en llatí.
L'element anecti de la paraula es pot relacionar amb l'antropònim Anectios de l'irlandès aingid "protegeix", el significat complet de Silvanectii seria així "els protectors dels seus béns o possessions". Tanmateix, una altra hipòtesi diu que l'element necti, seria una arrel verbal que ha donat en llatí nactus "qui va obtenir" o "qui va conquerir", d'on sortiria el significat global de "qui va obtenir o va conquerir [un dret de] propietat".